# Crisisfestival
Het Crisisfestival is een van oorsprong gratis muziekfestival dat jaarlijks doorgaat in juli in het Vlaams-Brabantse dorp Erps-Kwerps, deelgemeente van het Belgische Kortenberg. Het werd voor het eerst georganiseerd in 2009 door de Vree Manne, een groep van twaalf oud-leiders uit de plaatselijke chirogroep.
Initieel was het een eendaagsfestival, met een gratis affiche, als een reactie op de financieel-economische crisis. Bij het crisisfestival was er ook altijd veel aandacht voor een sterk uitgebouwde kinderanimatie, met ook optredens voor de jongere aanwezigen in de vroege namiddag. De aankleding van het festivalterrein krijgt ook veel aandacht, met upcycling van zoveel mogelijk componenten. Vanaf de 13e editie in 2022 werd het Crisisfestival een tweedaags festival met een eerste betalende dag onder de noemer Midlife Crisis, voorafgaand aan de standaard festivaldag die gratis bleef. De spreiding over twee avonden dekt beter de risico's bij een editie met slecht weer, en laat de hele opbouw van het festivalterrein en podium meer renderen.
De baseline van het festival is "Enjoy the Crisis while it lasts". Het festival vindt plaats naast het voetbalterrein aan de Kasteelstraat in Erps-Kwerps.  De kalender van het festival wordt traditioneel aangekondigd tijdens Bierstreken, een streekbierfestival dat de organisatie inricht in het dorpscentrum in de loop van mei.
De eerste editie ging door op zaterdag 25 juli 2009, waar onder meer AKS Live feat. Selah Sue op de affiche stond. Alleen annuleerden deze laatsten. Cirkus in Beweging, Gana Shake, Bad Cirkuz, Bodyspasm, RaveOurSouls en Electric Royal waren wel op de afspraak. 24 juli 2010 had het festival onder meer Willow, Psycho 44 en ditmaal wel aanwezig Addicted Kru Sound op de affiche. De derde editie op 16 juli 2011 bracht onder meer Nobody Beats the Drum. Op 21 juli 2012 passeerden Safi & Spreej, Chagall en Wahwahsda naast vele anderen voor 3.500 bezoekende toeschouwers. De vijfde editie op 27 juli 2013 bracht onder meer Pomrad, Douglas Firs en LeFtO, Het onweer zorgde 's avonds wel voor problemen, hulpdiensten moesten het terrein evacueren, en de sporthal van Erps-Kwerps bood opvang aan druipnatte festivalgangers. Het noodweer zorgde ook voor twijfels over de mogelijkheid nog een volgende editie te organiseren, maar die twijfel werd al na twee maanden wikken en wegen de kop ingedrukt. Op 26 juli 2014 passeerden De Piepkes, de blazers van de Fatback Brass Band en het Leuvens - Brusselse koppel Joy Wellboy naast vele andere waaronder vaste waarde The Mixfitz. De geslaagde editie bracht terug circa 3.500 toeschouwers samen. Op 15 augustus 2015 keerde onder meer Willow terug naar de zevende editie van het festival.
De editie van 16 juli 2016 bracht onder meer Equal Idiots en ZwartWerk. Na vier uitgeregende edities was het een succeseditie met stralend weer en 4.000 toeschouwers. 15 juli 2017 stond Jan De Smet, The Lighthouse, Los Callejeros, High Hi en Donnie op het podium. De 10e jubileumeditie op 14 juli 2018 opende met Woodie Smalls. 27 juli 2019 bracht editie 11 onder meer Tessa Dixson, JUICY en Poldoore. Het Crisisfestival viel in 2020 weg door de coronapandemie. Op 28 augustus 2021 speelde onder meer Amber Broos een thuiswedstrijd. De editie van 2022 bracht een aantal vernieuwingen. Het festival werd verlengd naar twee dagen, met voorafgaand aan de gratis festivaldag een betalend avondprogramma de dag voordien, Midlife Crisis. Ook nieuw was de Rave Cave, een tent op het festivalterrein waar beginnend dj-talent een kans kreeg om sets te spelen. Op de eerste Midlife Crisis in 2022 waren op 15 juli Janez Detd., The Kids en The Wolf Banes geboekt in Erps-Kwerps. Janez Detd. moest afzeggen wegens stemproblemen, The Wolf Banes annuleerden op het laatste moment. De organisatie kon waardig vervangen met Equal Idiots en The All Stars Wedding Band. De dag nadien werd editie 13 van het festival gevierd met onder meer Chibi Ichigo en The Guru Guru. Zo'n duizend betalende bezoekers op vrijdagavond en meer dan drieduizendvijfhonderd bezoekers op zaterdag maakten er een succesvolle editie van. 14 juli 2023 bracht de tweede Midlife Crisis Idiots, Fleddy Melculy en Ramkot. De dag nadien bracht onder meer Nona Problemo, Meltheads, NAFT en Flavour Drop en kon de organisatie terugkijken op vierduizend aanwezigen.
De vijftiende editie van Crisisfestival ging door op 12 en 13 juli 2024 met op de Midlife Crisis avond Humo's Rock Rally 2024 winnaar Maria Iskariot, De Mens en Hindu Radio DJ's en op de gratis dag nadien Sammy Moore, Omar Perry & The Wah Wah Band, ILA en Murdock.